# Le Hanneton (bar lésbico)

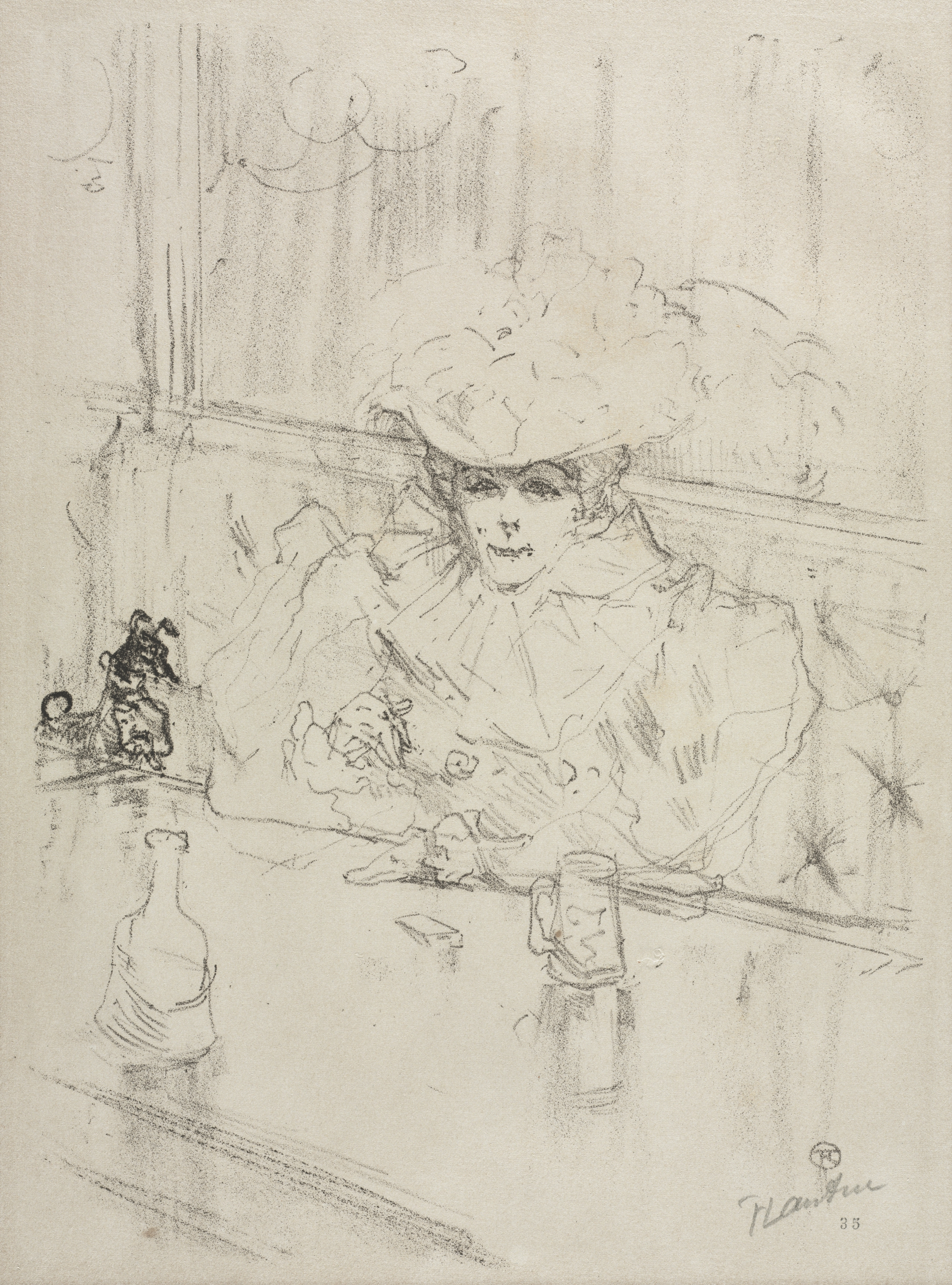
Au Hanneton (1989), litografía de Henri de Toulouse-Lautrec

Le Hanneton (en español: El escarabajo de junio) fue un popular bar lésbico parisino de la década de 1890 y principios de 1900 ubicado en el número 75 de la Rue Pigalle, en el distrito de Montmartre. Fue propiedad de Madame Armande Brazier, quien también fue objeto de una conocida litografía de Toulouse Lautrec, Au Hanneton.

## Historia
La brasserie era uno de los varios establecimientos de la Belle Epoque en el distrito de Montmartre que atendían a las lesbianas, incluidos también La Souris y Le Rat Mort. Fue inaugurado en la década de 1890 por Madame Armande Brazier, una ex prostituta, también conocida como Amandine.
Las clientas de Le Hanneton y otros establecimientos lésbicos de Montmartre fueron descritas por el periodista Jean Lorain como una mezcla de jóvenes y mayores, cantantes de cabaret, modelos de pintores, amas de casa y mujeres de la alta sociedad.
Se incluyó en las guías parisinas de la época, así como en lo que se llamó la ruta de los "Grandes Duques", para visitantes adinerados que sentían curiosidad por la vida nocturna de Montmartre.
La Guía de los placeres de París (1899) describió el bar como una "curiosidad patológica".
"El local es pequeño y de techo bajo, con cortinas rojas en las ventanas, un estilo que recuerda a las cervecerías regentadas por mujeres. Sin embargo, esta cervecería está dirigida aún más por mujeres... es muy raro ver a alguien del sexo masculino entre sus paredes, mientras que estas "mujeres castradas" comen en parejas en las mesitas, y luego comparten un cigarrillo, antes de compartir aún más."

## Representaciones en el arte y la literatura

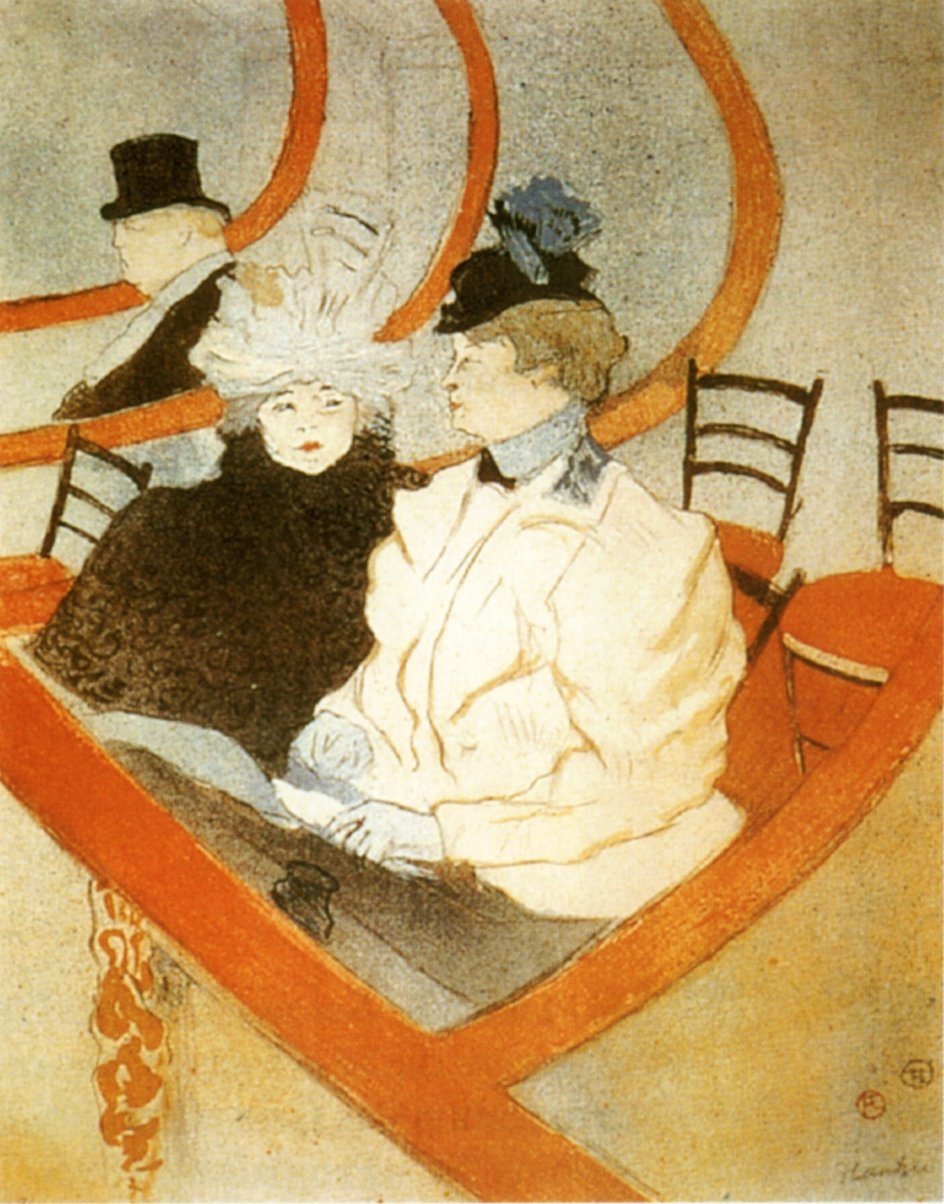
Lautrec un palco en el teatro (lith)

Aunque a los hombres no se les permitía entrar al bar, éste fue frecuentado por el pintor Toulouse Lautrec, que vivía cerca, entre 1897 y 1899. Su litografía, "Au Hanneton", muestra a Madame Armande en una mesa dentro de su bar. También aparece representada en su litografía La Grande Loge ("Un palco en el teatro"), donde está sentada en un palco con la bailarina bisexual Émilienne d'Alençon. En una biografía de Lautrec, se hace referencia a Armande Brazier como "Armande La Borgone" y se dice que trataba a Lautrec "con afecto maternal", mientras que él se refería a ella como "La Gambetta" en honor a una política tuerta porque ella solo tenía un ojo.
El escritor, cantante y letrista Gabriel Montoya colaboró con el pintor y litógrafo Odilon Redon en una serie de representaciones de varios clubes nocturnos y cervecerías de Montmartre, entre los que se encontraba Le Hanneton. En su Roman Comique du Chat Noir (Novela cómica del gato negro) de 1896, Montoya dedicó el poema que escribió inspirado en el Hanneton, Les Lesbiennes, "a las damas del Hanneton y La Souris".
En el poema, describe a las clientas del bar como "perversas flores de amor" que "se apoyan en sus codos, coquetas", y como "andróginas y esfinges" que "alimentan extrañas pasiones".